# آفندی بوانگ
آفندی بوانگ (انگلیسی: Affendi Buang؛ زادهٔ ۲۱ اوت ۱۹۶۲) فرمانده نظامی اهل مالزی است، که هم‌اکنون به‌عنوان رئیس ستاد نیروهای مسلح مالزی فعالیت می‌کند.